# Чеська Липа
Чеська Липа (чеськ. Česká Lípa [tʃɛskaː liːpa] ( прослухати); нім. Böhmisch Leipa) — місто у Чехії, в окресі Чеська Липа Ліберецького краю. До складу міста входять 14 мікрорайонів з населенням 37 262 осіб (2023 рік).

## Географія
Місто розташоване за 63 кілометри на північ від Праги на річці Плоучніце з історичним центром на її правому березі.

## Історія

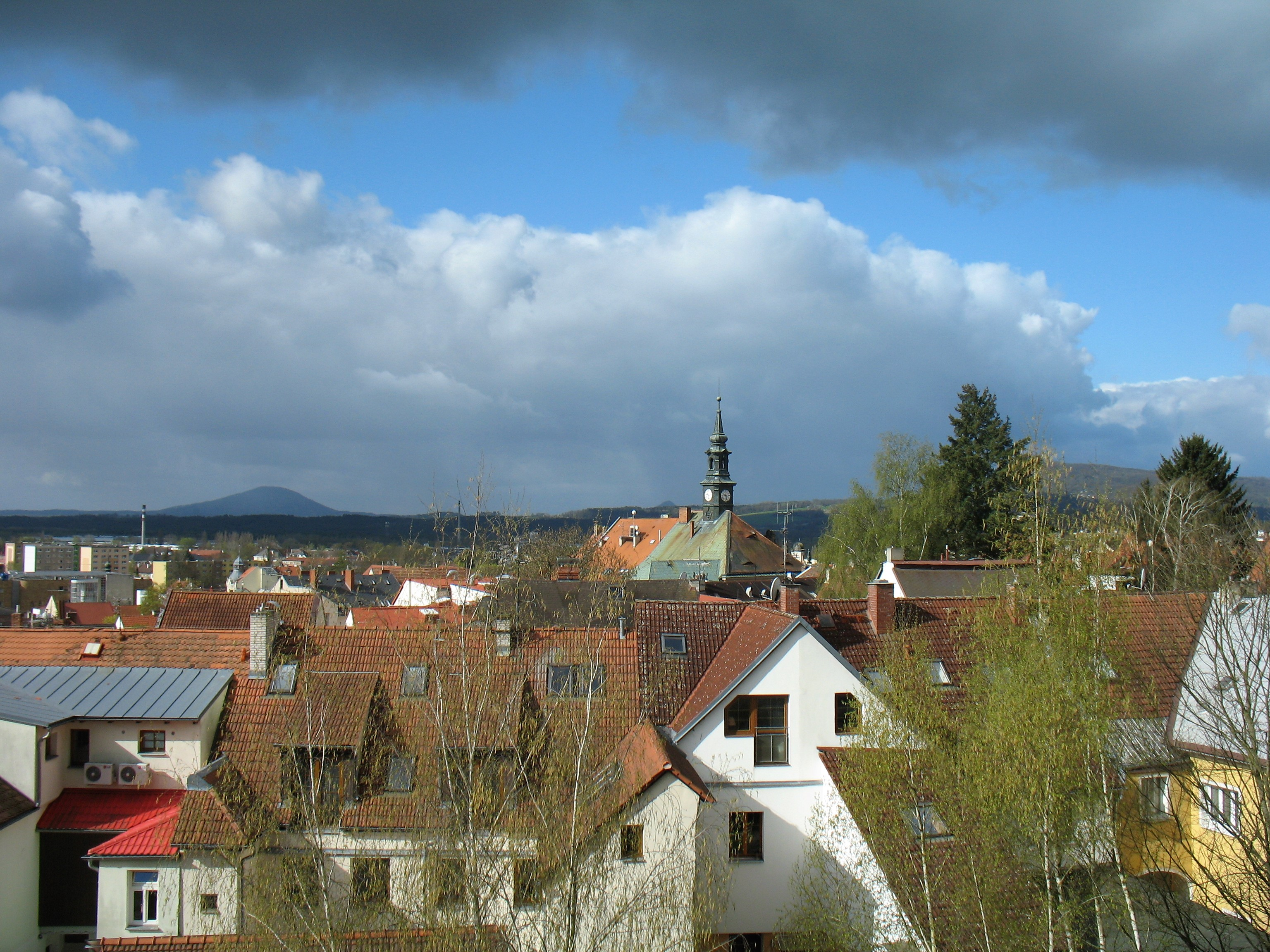
Чеська Липа

Землі сучасного міста були не заселені протягом тривалого часу — аж до XIII століття. Перша письмова згадка про поселення відноситься до 1263 року. Історія міста тісно пов'язана з відомим чеським дворянським родом Роновичів, представники якого, зокрема, Їндржіх з Липи, побудували тут замок Липа, який став укріпленим пунктом на торгових шляхах Північної Богемії.
Його будівництво велося поблизу старого слов'янського села з однойменною назвою, яка пізніше була перейменована в Стару Липу, а ще пізніше увійшла до складу міста. У 1319 році Їндржіх із Липи залишає поселення і їде в Моравію, продавши його своєму родичу — Гінка Берні з Дуби, сподвижнику празького бургграфа. Замок залишився в руках дворян з Дуби на багато років.
Зі знаменних подій можна відзначити видання найстарішої міської грамоти, датованої 23 березня 1381 року, що містить в собі указ про виділення додаткових повноважень поселенню навколо замку, наданню йому статусу міста і подальшого його благоустрою.
У першій половині XIV століття були побудовані захисні вали та перший костел (знищений під час пожежі 1341 року). Розвиток міста, як і всієї Богемії, призупинила епідемія чуми 1380 року.

## Міста-побратими
- Бардіїв, Словаччина
- Болеславець, Республіка Польща
- Молде, Норвегія
- Мітвайда, Німеччина
- Ужгород, Україна